# Gruta das Feteiras
A Gruta das Feteiras é uma formação geológica portuguesa localizada na freguesia das Feteiras, concelho de Ponta Delgada, ilha de São Miguel, arquipélago dos Açores.
Esta cavidade apresenta uma geomorfologia de origem vulcânica em forma de tubo de lava localizado em arriba.
Este acidente geológico apresenta um comprimento de 22 m. por uma largura máxima de 1,96 m. por uma altura também máxima de 1,72 m.